# Henri Streicher
Henri Streicher (Wasselonne, 29 luglio 1863 – Villa-Maria, 7 giugno 1952) è stato un missionario e arcivescovo cattolico francese.

## Biografia
Ordinato prete per la congregazione dei Missionari d'Africa il 23 settembre 1887, trascorse alcuni anni come insegnante a Gerusalemme e nel 1890 fu inviato in Uganda.
Fu eletto vescovo titolare di Tabraca e nominato vicario apostolico del Victoria-Nyanza settentrionale il 1º febbraio 1897.
Fondo la congregazione indigena delle Figlie di Maria nel 1899 e quella delle Suore del Cuore Immacolato di Maria nel 1927.
Lasciò la guida del vicariato apostolico dell'Uganda il 2 giugno 1933 e fu nominato arcivescovo titolare di Brisi e assistente al Soglio Pontificio.
Trascorse il resto della sua vita prima a Ibanda e poi a Villa-Maria.

## Genealogia episcopale e successione apostolica
La genealogia episcopale è:
- Cardinale Scipione Rebiba
- Cardinale Giulio Antonio Santori
- Cardinale Girolamo Bernerio, O.P.
- Arcivescovo Galeazzo Sanvitale
- Cardinale Ludovico Ludovisi
- Cardinale Luigi Caetani
- Cardinale Ulderico Carpegna
- Cardinale Paluzzo Paluzzi Altieri degli Albertoni
- Papa Benedetto XIII
- Papa Benedetto XIV
- Papa Clemente XIII
- Cardinale Giovanni Francesco Albani
- Cardinale Carlo Rezzonico
- Cardinale Antonio Dugnani
- Arcivescovo Jean -Charles de Councy
- Arcivescovo Jean-Joseph-Marie-Victoire de Caos
- Cardinale Clément Villecourt
- Cardinale Charles-Martial-Allemand Lavigerie
- Vescovo Jean-Joseph Hirth, M. Afr.
- Arcivescovo Henri Streicher, M. Afr.

La successione apostolica è:
- Vescovo Johannes Biermans, M.H.M. (1912)
- Vescovo Jean Forbes, M. Afr. (1918)
- Vescovo Julien-Louis-Edouard-Marie Gorju, M. Afr. (1922)
- Vescovo Joseph Georges Edouard Michaud, M. Afr. (1929)